# Jens Holdgaard
Jens Kristian Jensen Holdgaard, född 30 september 1874, död 28 oktober 1936, var en dansk jordbrukare och politiker.
Holdgaard var de danska småbrukarnas politiska ledare. Som tillhörig Radikale Venstre var han 1918-24 ledamot av Landstinget, därefter av Folketinget. Holdgard blev 1929 medlem av Folketingets Finansudvalg, och medlem av statens Jordlovsudvalg och från 1931 ordförande i styrelsen för de samvirkende danske Husmandsforeninger.